# Журіловка
Журіловка (рум. Jurilovca) — село у повіті Тулча в Румунії. Входить до складу комуни Журіловка.
Село розташоване на відстані 222 км на схід від Бухареста, 47 км на південь від Тулчі, 67 км на північ від Констанци, 99 км на південний схід від Галаца.

## Населення
За даними перепису населення 2002 року у селі проживали 2899 осіб.
Національний склад населення села:
| Національність   | Кількість осіб | Відсоток |
| ---------------- | -------------- | -------- |
| росіяни-липовани | 2324           | 80,2%    |
| румуни           | 563            | 19,4%    |
| українці         | 5              | 0,2%     |

Рідною мовою назвали:
| Мова      | Кількість осіб | Відсоток |
| --------- | -------------- | -------- |
| російська | 2203           | 76,0%    |
| румунська | 686            | 23,7%    |